# 사와시로 치하루
사와시로 치하루(沢城千春, 1987년 12월 20일 ~ )는 일본의 남자 성우, 배우이다.
나가노현 태생. 도쿄도 출신. 누나는 성우 사와시로 미유키다.오브젝트 소속.

## 출연 작품

### 극장판
- 2024년 데드데드 데몬즈 디디디디 디스트럭션 - 오지로 센파이 역